# Chlumetia insularis
Chlumetia insularis är en fjärilsart som beskrevs av Louis Beethoven Prout 1927. Chlumetia insularis ingår i släktet Chlumetia och familjen nattflyn. Inga underarter finns listade i Catalogue of Life.